# Independiente Santa Fe
Independiente Santa Fe (eller bare Santa Fe) er en colombiansk fodboldklub fra hovedstaden Bogotá. Klubben spiller i landets bedste liga, Categoría Primera A, og har hjemmebane på stadionet Estadio El Campín. Klubben blev grundlagt den 28. februar 1941, og har siden da vundet syv mesterskaber og to pokaltitler.
Santa Fes største rivaler er en anden Bogotá-klub, Millonarios.

## Titler
- Categoría Primera A (9): 1948, 1958, 1960, 1966, 1971, 1975, 2012 (Apertura), 2014 (Finalización), 2016 (Finalización)

- Copa Colombia (2): 1989, 2009

- Superliga Colombiana (2): 2013, 2017

- Copa Sudamericana (1): 2015

## Kendte spillere
- Adolfo Valencia
- Adrián Ramos
- Freddy Rincón
- Faryd Mondragon
- Francisco Zuluaga
- Juan Manuel Peña
- Osvaldo Panzutto
- Luis Manuel Seijas